# 鞠熀先
鞠熀先（1964年11月—），江苏人，南京大学教授，主要研究领域为细胞分析化学、免疫分析、纳米生物传感、生物成像和临床分子诊断。中华人民共和国教育部2007年度“长江学者”特聘教授，2011年获国务院特殊津贴。

## 生平
1986至1992年先后获得南京大学理学学士、硕士与博士学位，后留校任教；1996至1997年在蒙特利尔大学攻读博士后；1999年起任南京大学教授。